# Callichroma batesi
Callichroma batesi är en skalbaggsart som beskrevs av Charles Joseph Gahan 1894. Callichroma batesi ingår i släktet Callichroma och familjen långhorningar.
Artens utbredningsområde är:
- Costa Rica.
- Honduras.
- Nicaragua.
- Panama.

Inga underarter finns listade.